# Cinkota HÉV-állomás
Cinkota HÉV-állomás egy jelentős HÉV-állomás Budapest XVI. kerületében, a MÁV-HÉV Helyiérdekű Vasút Zrt. (MÁV-HÉV) üzemeltetésében. A Cinkotáig közlekedő betétjáratok külső végállomása.

## Története
1888-ban épült a H8-as és H9-es HÉV vonalán, hozzá kapcsolódóan a szerelvények karbantartását végző járműteleppel együtt. 1911 óta elágazó állomás.

## Forgalom
| Járat | Útvonal | Gyakoriság       |
| ----- | --- | ---------------- |
|       | Örs vezér tere – Rákosfalva – Nagyicce – Sashalom – Mátyásföld, repülőtér – Mátyásföld, Imre utca – Mátyásföld alsó – Cinkota | 10-60 percenként |
|       | Örs vezér tere – Rákosfalva – Nagyicce – Sashalom – Mátyásföld, repülőtér – Mátyásföld, Imre utca – Mátyásföld alsó – Cinkota – Ilonatelep – Kistarcsa, kórház – Kistarcsa – Zsófialiget – Kerepes – Szilasliget – Mogyoród – Szentjakab – Gödöllő, Erzsébet park – Gödöllő, Szabadság tér – Gödöllő, Palotakert – Gödöllő | 10-60 percenként |
|       | Gödöllő → Gödöllő, Palotakert → Gödöllő, Szabadság tér → Gödöllő, Erzsébet park → Mogyoród → Szilasliget → Kerepes → Cinkota → Mátyásföld alsó → Mátyásföld, Imre utca → Mátyásföld, repülőtér → Sashalom → Nagyicce → Rákosfalva → Örs vezér tere                                                                         | Munkanap reggel  |
|       | Örs vezér tere – Rákosfalva – Nagyicce – Sashalom – Mátyásföld, repülőtér – Mátyásföld, Imre utca – Mátyásföld alsó – Cinkota – Cinkota alsó – Árpádföld – Szabadságtelep – Csömör | 30-60 percenként |

## Megközelítés budapesti tömegközlekedéssel
- Busz:  92, 92A, 174, 175
- Éjszakai busz:  908, 992
- Elővárosi busz:  410, 430, 440, 441, 480
- Távolsági busz:  1040, 1049, 1077, 1078